# 藍嘴阿波魚
藍嘴阿波魚，為輻鰭魚綱鱸形目鱸亞目蓋刺魚科的其中一個種。

## 分布
本魚分布於西印度洋區，包括紅海、亞丁灣、阿卡巴灣等海域。

## 深度
水深10至35公尺。

## 特徵
本魚體呈長卵形，吻鈍，呈藍色。眼睛後上方有一黃色斑點。身體從頭部延伸至背鰭、腹部、臀鰭及尾柄皆為黑色，體側為米色，上密布淺褐色斑點。尾鰭黃色，背鰭及臀鰭有白色邊緣。體長可達20公分。

## 生態
本魚棲息在珊瑚礁繁盛的區域。經常成對或小群出現，屬雜食性，以藻類、海綿與底棲的無脊椎動物等為食。

## 經濟利用
為高經濟價值的觀賞魚。